# 눈의 여행자
《눈의 여행자》는 윤대녕의 장편 소설로, 중앙 M&B에서 2003년에 나왔다. ‘소설쓰기의 소설’ 형식으로 되어 있으며 작품의 공간적 배경은 일본이다.
윤대녕은 책을 펴내기 팔 년 전 타클라마칸 사막의 모래 위로 내리는 눈을 본 뒤, 눈을 소재로 글을 쓰겠다는 생각을 품었다고 한다. 그리고 2003년 2월 가와바타 야스나리의 소설 《설국》의 무대인 니가타 일대를 여행한 뒤 이 소설을 썼다고 한다.

## 줄거리
주인공 ‘나’는 소설가이다. 몇 년째 글 한 줄 쓰지 못하고 출판사가 주는 생활비에 기대어 소일하고 있다. 어느날 출판사 에이전시 K가 일본에서 온 소포를 전한다. 아키타에서 온 소포에는 보름 동안 눈을 찾아 돌아다닌 기록이 아이들이 숫자를 배울 때 보는 숫자놀이 책에 적힌 채 들어 있었다. 눈이 많이 온다고, 그 속에서 아이의 울음 소리가 들린다고, 찾아 헤맸으나 눈 속에 버려진 아이를 끝내 찾지 못했다고, 당신(소설가)이라면 찾을 수 있을 것 같아서 편지를 보낸다고 써 있었다. ‘나’는 자신의 아이를 낳은 외사촌 누이에게 버림 받았고, 그들은 일본으로 떠났으며 연락은 좀체로 되지 않는 상태이다. 그래서 ‘나’는 일본으로 떠나 눈 속에서 들리는 아이 울음 소리의 비밀을 찾아 숫자놀이 책에 적힌 일정을 고스란히 밟으며, 외사촌 누이에게도 자주 전화를 걸어 연락을 시도한다. 아키타와 니가타 등지에서 엄청난 눈을 보면서.